# 先発明主義
先発明主義（せんはつめいしゅぎ、英語: first-to-invent principle）とは、最初に発明をした発明者に特許権を与える制度。例えば、同じ発明をした者が二人いた場合、出願日にかかわらず、先に発明した者が特許を受ける権利を有する。

## 概要
先発明主義のもとでは
- 発明が出願に値するか否か見極めてから出願することができ、無意味な出願が減ること
- 発明者保護の効果は強いとされている

という長所がある。最初に発明した者に特許権を付与することは、一見して、特許制度の趣旨に適うように思われるが、欠点として
- 発明日を立証するためには常にラボノートなどを付けておく必要があり研究者の負担が大きいこと
- 権利成立後に新たな発明者が現れ事後的に権利が不安定になる場合があること
- 先に発明した者を特定する手続（インターフェアレンス）が煩雑であること

等がある。

## 採用状況
最近では、最初に特許出願を行った者に特許権を与える先願主義を採る国が大多数であり、先発明主義は米国が採用するのみとなっていた。
なお、米国特許法においても、出願日から1年以上前に公知となったり、公用されていた発明には特許を与えない旨が規定されており、先に発明してさえいれば、いつ出願しても特許を取得できるというわけではなかった。
最後に残った米国においても先願主義の採用が2006年初頭から議会で検討されてきたが、2006年9月にジュネーヴで開催された特許制度調和に関する先進国会合、同年11月に東京で開かれた41ヶ国特許当局の長官級会合にて先発明主義の放棄に正式合意した。2011年9月には特許改革法（リーヒ・スミス米国発明法）が成立し、先願主義への移行が図られた。この法律は2013年3月16日に施行し、この日以降の有効出願日を有した特許出願に適用される。

### 先願主義への移行の歴史
- 1921年（大正10年） - 日本（大正10年法で明治18年専売特許条例以来の先発明主義を転換）[4][5]
- 1989年 - カナダ[6]
- 1998年 - フィリピン